# Tokunaga Sunao
Tokunaga Sunao (jap. 徳永 直; * 20. Januar 1899, in Hanazono (heute: Kumamoto), Präfektur Kumamoto; † 15. Februar 1958 in Tokio) war ein japanischer Schriftsteller.

## Lebenslauf
Als ältester Sohn eines armen Pächters geboren, arbeitete er bereits vor Abschluss der Grundschule in wechselnden Anstellungen, beispielsweise als Drucker oder Schriftsetzer. Während seiner Lehrzeit besuchte er eine Weile eine Abendschule, brach sie aber ab. Beeinflusst von seinen Kollegen beim Kumamoto-Tabakvertrieb, wo er daraufhin angestellt war, widmete er sich der Literatur sowie der Arbeiterbewegung und beteiligte sich 1920 an der Gründung der Gewerkschaft der Kumamoto-Druckerei. Zur selben Zeit engagierte er sich auch in der Kumamoto-Ortsgruppe der Studentenvereinigung Shinjin-kai und lernte Hayashi Fusao kennen. 1922 ging er mit Unterstützung Yamakawa Hitoshis nach Tokio und arbeitete als Schriftsetzer in der Druckerei des Hakubunkan-Verlags (der späteren Kyōdō-Druckerei). Dort begann er zu schreiben. In einer Gewerkschaftszeitschrift veröffentlichte er 1925 Musansha no Koi (無産者の恋, dt. „Die Liebe der Besitzlosen“) und schrieb sein nächstes Werk Uma (馬, dt. „Das Pferd“), das 1930 veröffentlicht wurde. Im folgenden Jahr misslang ein Streik der Kyōdō-Druckerei und Tokunaga wurde gemeinsam mit 1700 Kollegen entlassen.
In Fortsetzungen veröffentlichte er 1929 in der Zeitschrift Senki den Roman Taiyō no nai Machi (太陽のない街, dt. „Die Straße ohne Sonne. Ein japanischer Arbeiter-Roman“. Übersetzt von K. Itow und A. Raddatz. 1.-11. Tausend. Berlin, Wien, Zürich: Internationaler Arbeiter-Verlag 1930, der Autor erscheint auf der "Schwarzen Liste" zur NS-Bücherverbrennung im Mai 1933), der auf den Erfahrungen dieser Zeit basierte, und nahm einen eigenen Platz ein als ein aus dem Arbeitermilieu stammender Autor proletarischer Literatur. Daraufhin entfaltete er seine Tätigkeiten als Schriftsteller, wurde aber beunruhigt von der Zunahme der Repressionen wie beispielsweise dem Mord an Kobayashi Takiji. In der Zeitschrift Chūō Kōron veröffentlichte er 1933 den Aufsatz Sōsaku Hōhōjō no Shintenkan (創作方法上の新転換, dt. „Die neue Wandlung in der Schreibmethode“), kritisierte Leute wie Kurahara Korehito, die auf dem politischen Vorrang der Literatur beharrten, und trennte sich von der Autorenliga NARP. Im folgenden Jahr veröffentlichte er seinen Tenkō-Roman Fuyugare (冬枯れ, dt. „Winterödnis“). 1937 beugte er sich dem Druck der Zeit, indem er beispielsweise persönlich verkündete, dass sein Taiyō no nai Machi aus dem Druck genommen wird. Aber er gab nicht weiter nach. Zwar veröffentlichte er einerseits mit dem System übereinstimmende Werke wie Senkentei (先遣隊, „Vorausabteilung“, 1939), andererseits aber auch dem Lebensgefühl der einfachen, arbeitenden Leute entsprungene Werke wie Hataraku Ikka (はたらく一家, dt. „Eine arbeitenden Familie“, 1938) oder Hachi Nensei (八年制, dt. „Das Acht-Jahre-System“, 1939) und versuchte, sein Gewissen als Schriftsteller zu beruhigen. Insbesondere das während des Krieges veröffentlichte Hikari o kakaguru Hitobito (光をかかぐる人々, dt. „Die das Licht bringen“, 1943), das mit einer unbekümmerten Schilderung der Geschichte des japanischen Typendrucks vom humanistischen Standpunkt aus indirekt Krieg und Militarismus kritisierte.
Auch nach dem Krieg führte er ein aktives Schriftstellerleben mit Werken wie Tsuma yo nemure (妻よねむれ, dt. „Schlafe, meine Frau“, 1946) oder Nihonjin Satō (日本人サトウ). Außerdem setzte er sich auch in der Literaturgesellschaft Neues Japan ein für die Förderung von Arbeiter-Schriftstellern und bildete Autoren aus wie Ozawa Kiyoshi. Insbesondere sein Shizukanaru Yamayama (静かなる山々, dt. „Stille Berge“, Berlin 1954), das auf Basis des Toshiba-Streiks den Kampf der Arbeiter und Bauern aus Suwa schildert, wurde in andere Sprache übersetzt und fand große Anerkennung in der Sowjetunion als Beispiel japanischer Literatur der Fünfzigerjahre. Er unterstützte die Herausgabe der Zeitschrift Jinmin Bungaku (人民文学, dt. „Volksliteratur“). Obwohl er in dieser Zeitschrift Miyamoto Yuriko angriff, unterstützte er weiterhin grundlegend die Arbeiterbewegung. Ohne den Roman Hitotsu no Rekishi (一つの歴史, dt. „Ein Stück Geschichte“) in der Zeitschrift Shin Nihon Bungaku fertiggestellt zu haben, starb er am 15. Februar 1958 in seinem Haus in Setagaya an den Folgen eines Magenkrebses im Endstadium, er wurde 59 Jahre alt.
Er lebte länger als seine Frau und heiratete erneut im Alter von 55 Jahren. Der Kritiker Tsuda Takashi wurde sein Schwiegersohn.

## Weitere Hauptwerke
- Nōritsuiinkai (能率委員会, dt. „Das Leistungskomitee“)
- Shitsugyō Toshi Tōkyō (失業都市東京, dt. „Tokio, die Stadt der Arbeitslosen“)
- Shichōtai yo mae e (輜重隊よ前へ, dt. „Nachschubbataillon, Vorwärts!“)
- Reimeiki (黎明期, dt. „Dämmerung“)
- Hikōki Kozō (飛行機小僧, dt. „Der Flugzeugjunge“)
- Saisho no Kioku (最初の記憶, dt. „Die erste Erinnerung“)
- Tanin no Naka (他人の中, dt. „Unter Anderen“)
- Hitoridachi (ひとりだち, dt. „Selbstständigkeit“)
- Aburateri (あぶら照り, dt. „Ölglanz“)